# Lei Li (softballistka)
Lei Li (chiń. 雷靂; pinyin Léi Lì; ur. 21 stycznia 1968 w prowincji Jilin) – chińska softballistka występująca głównie jako designated hitter, medalistka olimpijska.
Uczestniczka Letnich Igrzysk Olimpijskich 1996, podczas których zdobyła srebrny medal w zawodach drużynowych (wystąpiła w dziewięciu spotkaniach). Zdobyła złoty medal Igrzysk Azjatyckich 1994.